# Diego Moraga
Diego Moraga (ur. 6 października 1976) – chilijski lekkoatleta specjalizujący się w rzucie oszczepem.
W 1995 był finalistą mistrzostw panamerykańskich juniorów w Santiago. Bez powodzenia startował w 1997 i 1999 na uniwersjadzie. Brązowy medalista mistrzostw ibero-amerykańskich z 2000 roku. Dwa lata później był siódmy podczas kolejnej edycji czempionatu ibero-amerykańskiego, a w 2003 był szósty na mistrzostwach Ameryki Południowej oraz siódmy na igrzyskach panamerykańskich. W 2004 był siódmy na mistrzostwach ibero-amerykańskich, w 2005 szósty na mistrzostwach Ameryki Południowej, a w 2006 piąty na mistrzostwach ibero-amerykańskich. W sezonie 2007 startował w igrzyskach obu Ameryk oraz mistrzostwach Ameryki Południowej. Siódmy oszczepnik mistrzostw Ameryki Południowej z Buenos Aires (2011). 
Wielokrotny medalista mistrzostw Chile. 
Rekord życiowy: 76,73 (1 kwietnia 2012, Santiago). 

## Osiągnięcia
| Rok  | Impreza                              | Miejsce           | Lokata     | Wynik |
| ---- | ------------------------------------ | ----------------- | ---------- | ----- |
| 1995 | Mistrzostwa panamerykańskie juniorów | Santiago          | 6. miejsce | 61,50 |
| 1997 | Uniwersjada                          | Sycylia           | el. –      | 68,06 |
| 1999 | Uniwersjada                          | Palma de Mallorca | el. –      | 71,21 |
| 2000 | Mistrzostwa ibero-amerykańskie       | Rio de Janeiro    | 3. miejsce | 72,46 |
| 2002 | Mistrzostwa ibero-amerykańskie       | Gwatemala         | 7. miejsce | 67,58 |
| 2003 | Mistrzostwa Ameryki Południowej      | Barquisimeto      | 6. miejsce | 72,88 |
| 2003 | Igrzyska panamerykańskie             | Santo Domingo     | 7. miejsce | 71,79 |
| 2004 | Mistrzostwa ibero-amerykańskie       | Huelva            | 7. miejsce | 71,11 |
| 2005 | Mistrzostwa Ameryki Południowej      | Cali              | 6. miejsce | 67,20 |
| 2006 | Mistrzostwa ibero-amerykańskie       | Ponce             | 5. miejsce | 70,79 |
| 2007 | Mistrzostwa Ameryki Południowej      | São Paulo         | 5. miejsce | 71,51 |
| 2007 | Igrzyska panamerykańskie             | Rio de Janeiro    | 9. miejsce | 65,96 |
| 2011 | Mistrzostwa Ameryki Południowej      | Buenos Aires      | 7. miejsce | 66,90 |